# Priobium
Priobium — род жесткокрылых насекомых семейства точильщиков.

## Описание
Второй-восьмой членики усиков пильчатые, более или менее ровной длины, последние три членика не пильчатые, заметно длиннее своей ширины. Среднегрудь и заднегрудь с глубокой продольной ямкой. Точечные бороздки резкие.

## Систематика
В составе рода:
- Priobium carpini (Herbst, 1793)
- Priobium dendrobiiforme Reitter, 1901
- Priobium mexicanum White, 1975
- Priobium punctatum (LeConte, 1859)
- Priobium sericeum (Say, 1825)